# Filtro elíptico

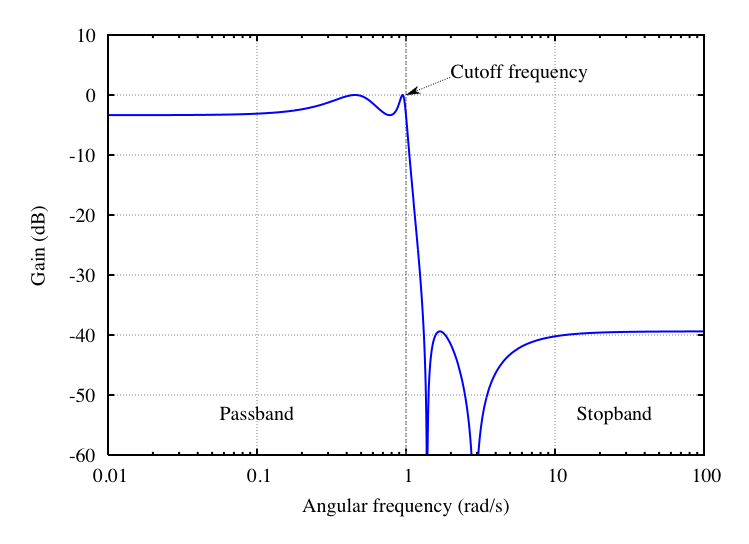
A resposta em frequência de um filtro passa-baixa elíptico de quarta ordem

Um filtro elíptico (também conhecido como filtro de Cauer) é um filtro com ondulações (ripple) na banda passante e na banda rejeitada.
Isto significa que ele minimiza o erro máximo em ambas as bandas, ao contrário do filtro Chebyshev, que apresenta ripple apenas na banda passante, ou no caso do Chebyshev inverso, na banda rejeitada.
A magnitude da resposta em frequência de um filtro passa-baixas elíptico é dada por:
{\displaystyle G_{n}(\omega )=\left|H_{n}(j\omega )\right|={1 \over {\sqrt {1+\epsilon ^{2}R_{n}^{2}(\omega )}}}}
onde Rn é a função racional de Chebyshev da ordem n.

## Comparação com outros filtros lineares
Aqui temos uma imagem mostrando a resposta em frequência do filtro elíptico ao lado das respostas de outros tipos comuns de filtros obtidos com o mesmo número de coeficientes:
vemos na imagem que o filtro elíptico possui a queda mais acentuada de todo, porém este apresenta ripple em toda a largura de banda.